# Field Combat
Field Combat (フィールドコンバット?, Firudo Konbatto) è un videogioco sparatutto per arcade sviluppato e pubblicato nel 1985 da Jaleco. Convertito da TOSE per la console Nintendo Entertainment System, tale versione è stata distribuita su Virtual Console per Nintendo 3DS, Wii e Wii U.

## Trama
Il genio malvagio scienziato Phozom, che progetta di conquistare il mondo, ha sfidato la Terra a una guerra totale. Phozom ha installato Nip, un dispositivo di lavaggio del cervello sul disco di volo ad alta velocità Diorov e ha fatto deviare la mente ai soldati in tutto il mondo. Per contrastarlo, le Forze della Terra hanno sviluppato una nuova arma chiamata "Capture Beam", la quale l'hanno installata sul vettore d'attacco "Genesis-3" e fatta inviare immediatamente sul campo di battaglia.

## Modalità di gioco
L'obiettivo in Field Combat è arrivare fino alla fine del campo di battaglia usando il Genesis-3, una nave da guerra in grado di lanciare missili. Mentre il giocatore controlla le forze blu, deve sconfiggere le forze rosse senza morire nel processo, evitando o sparando a elicotteri, fanti e carri armati.
Una caratteristica interessante del titolo è che premendo contemporaneamente i pulsanti A e B, è possibile chiedere rinforzi a un esercito, che il giocatore possiede. Il giocatore può anche usare la sua arma speciale per "assorbire" i nemici e aggiungerli al suo esercito. C'è inoltre un nemico simile a un UFO che tenta di afferrare e scappare con un'unità amica del giocatore (se ce n'è una sul campo di battaglia). Si impegnerà anche in uno scontro aereo con un elicottero amico (se ce n'è uno).

## Musica
Il brano arrangiato ad 8-bit presente in Field Combat è la Cavalcata delle Valchirie di Richard Wagner.

## Accoglienza
In Giappone, la rivista Game Machine elencò Field Combat nel numero del 15 aprile 1985 come la nona unità arcade di maggior successo del mese.
Computer Gamer ha recensito l'originale arcade, notando che il gameplay è simile a Front Line (1982) di Taito e affermando che è "abbastanza buono ma molto difficile da capire all'inizio".